# Бойко Олексій Михайлович
 Бо́йко Олексі́й Миха́йлович (нар.18 лютого 1936, Женишківці, Затонський район, Вінницька область — пом.14 грудня 2023, с. Пиків, Хмільницький район, Вінницька область) — український поет-гуморист. Член Національної спілки письменників України (2015).

## Біографія
Народився 18 лютого 1936 року в с. Женишківці Віньковецького району Вінницької області у родині хліборобів. Дитинство і юність пройшли у с. Ходаки Барського району на Вінниччині, де 1951 року закінчив семирічну школу. Середню школу закінчив 1954 року у Женишківцях.

1956 року закінчив Говірське технічне училище у Барському районі (тепер — у Віньковецькому районі), а згодом й фізико-математичний факультет Вінницького педагогічного інституту (1965).

Працював комбайнером, трактористом. По закінченню педагогічного інституту — вчителем фізики у Пиківській середній школі Калинівського району на Вінниччині. На пенсію вийшов за інвалідністю 1986 року. Проживав у с. Пиків,, де помер 14 грудня 2023 року.

## Літературна діяльність
Літературний дебют відбувся на початку 70-х років ХХ століття. Автор віршованих книжок гумори та сатири:

- Довкола дуба : гуморески, байки / Олексій Бойко. — Вінниця: Книга-Вега, 2004. — 224 с. — ISBN 966-621-166-1;
- Трасти і контрасти : гумор / Олексій Бойко. — Вінниця: Данилюк В. Г., 2009. — 192 с. — ISBN 978-966-2190-16-8;
- Непричесані персонажі : гумор та сатира / Олексій Бойко. — Вінниця: Данилюк В. Г., 2012. — 332 с. — ISBN 978-966-2190-90-8;[4]
- Через терни проти скверни : сатира і гумор / Олексій Бойко. — Вінниця: Нілан-ЛТД, 2014. — 166 с. — ISBN 978-617-7121-72-4;[5]
- Танці у кропиві : гумор та сатира: вибрані твори / Олексій Бойко. — Вінниця: Нілан-ЛТД, 2015. — 288 с. — ISBN 978-617-7212-97-2.
- Вар'єте про грішне і святе  (2016)
- Вінегрет з перцем  (2017)
- Верхи на їжакові  (2017)

Публікації у періодиці — республіканських газетах «Радянська освіта», «Сільські вісті», «Літературна Україна», журналах «Вус», «Перець», альманасі «Весела січ»; регіональних виданнях. 

|                | Всі його лаконічні гуморески і сатирески спрямовані супроти зла, замаскованого зовні під щирі стосунки, добропорядність, добропристойність, добросусідство, добросердя. Його твори збагачують іскрометний український народний гумор, викривають негативні явища в суспільному житті та повсякденні. Серед його творів багато дотепних гуморесок, написаних за сюжетами особистих спостережень. Вони цікаві, викликають посмішку і додають читачеві хорошого настрою. |
| — Леонід Куций | |

Член Національної спілки письменників України від 3 грудня 2015 р., член Вінницького куреня гумористів імені Степана Руданського. Дипломант Всеукраїнської літературно-мистецької премії імені Степана Руданського (2012). Лауреат Всеукраїнської літературно-мистецької премії імені Степана Руданського (2015) за книгу «Танці в кропиві»., конкурсу газети «Сільські вісті» (2017).